# 伊勒河畔代廷根
伊勒河畔代廷根（德語：Dettingen an der Iller，發音：[ˈdɛtɪŋən ʔan deːɐ̯ ˈʔɪlɐ]）是德国巴登-符腾堡州蒂宾根行政区比伯拉赫县的市镇，面积11.14平方千米，2023年12月31日人口为2,740人。